# Norvégia társadalma a középkorban

A norvég állam elhelyezkedése Skandináviában a 13. század elején

Norvégia társadalma a középkorban számos hasonló vonást mutatott a másik két skandináv állammal, Svédországgal és különösen az e korban legfejlettebb Dánia társadalmával, de sok sajátossággal is rendelkezett. Nyugat-Európához képest a legnagyobb eltérés Norvégiában csakúgy, mint egész Skandináviában, a szabad parasztság fennmaradása, a jobbágyság hiánya volt. A többi skandináv országtól eltérően azonban Norvégiában szűkösen állt rendelkezésre a termőföld, ezért e történelmi időszakban végig nagy jelentősége maradt a tengeri halászatnak, a hajózásnak, az észak-atlanti térség szigeteihez fűződő gazdasági és politikai kapcsolatoknak.

## A norvég állam kialakulása
A 9. században a Skandináv-félsziget nyugati oldalán északra vezető hajózási útvonal, a Nor-vegr mentén, az erősen tagolt partvidék különböző öbleiben mintegy 30 önálló helyi vezér, kiskirály gyakorolta a hatalmat. Az egyes nemzetségi szállásterületek szűkös termőföldjeit tengeröblök és hegyek választották el egymástól. A 10. század első felében Délnyugat-Norvégiában Rogaland „királya”, egy bizonyos Harald kezdett kiemelkedni a vezérek közül.
A szűkös természeti viszonyok következtében a norvégiai vikingek hadjáratai a zsákmányszerzés mellett a megtelepedésre alkalmas új helyek birtokba vételére is irányultak, fontos szerepet játszottak a Norvégiából kiáramló migrációs mozgásokban, mint Orkney és a Shetland-szigetek, valamint Izland felé.
Az ország egyesítője, Norvégia első királya Széphajú Harald lett. Ő vetett véget annak a germán szokásjogon alapuló gyakorlatnak, hogy a törzsfők, uralkodók fiai apjuk halála után felosztották az uralmi területet. Harald esetében ez különösen rossz következményekkel járt volna, mivel a sagák szerint feleségeitől, szeretőitől és ágyasaitól összesen húsz fia és két lánya született. Harald így szakított az öröklésre vonatkozó szokásjogi normákkal és fiai közül csak egyet, I. (Véreskardú) Eriket nevezte meg utódjának, aki egy jüt király lányával, bizonyos Ragunhilddel kötött házasságból származott, és így nem volt rokonságban a norvégiai törzsek közül senkivel sem.

## A középkori norvég királyság
Norvégia a többi korabeli skandináv államhoz hasonlóan lényegében paraszti állam volt. Az államalapítás után kialakult az a gyakorlat, hogy az ország lakói hűségesküt tettek a király előtt, az uralkodó pedig ígéretet tett a régi szokások és törvények megtartására. A szokások, törvények azonban távolról sem maradtak változatlanok. Már Széphajú Harald idején számos új elem jelent meg a társadalom mindennapi életében. A legfontosabb az odal lett, a család, a nemzetség közös tulajdonában lévő nemzetségi föld. Ez a közös tulajdonforma azért jött létre, hogy megvédjék a család és a klán birtokait a királyok vagy kiskirályok hatalmaskodásától, a kezdetleges földpiactól vagy az egyháznak történő kegyes célú eladományozástól. A norvég legendák hagyománya szerint Széphajú Harald sok ellenfele birtokát elkobozta, és ennek következtében alakult ki a rokonság, a klán védelme alatt álló nemzetségi földtulajdon. Ahol, mint például Izlandon, nem fenyegette semmi az egyes emberek és szűkebb családjuk tulajdonát, ott az odal mint birtokforma nem jelent meg. A norvég klánok (aett) elsődleges feladata ennek a közös birtoknak a védelme volt, ezt nem lehetett megosztani vagy kívülállóknak elidegeníteni az egész férfirokonság engedélye nélkül. Az uralkodók hosszú időn át a királyságot is ilyen birtoknak fogták fel.

### Régiók
Az ország három nagy természetföldrajzi, illetve ezen az alapon három gazdasági térségre tagolódott, amint azt már a legősibb, 1170 táján lejegyzett történeti munka, a Historiae Norvegiae lejegyezte. Ezek közül a legfontosabb a hosszú tengerparti zóna (zona maritima) volt, a Skandináv-hegység hegyei (zona montana), és a távoli észak szinte néptelen erdővidéke (silvae Finnorum) mellett. A tengerpart lakói a földművelés mellett halászattal, fóka. és bálnavadászattal is foglalkoztak, valamint közülük kerültek ki a viking hadjáratok harcosai is.
Trondheim és Oslo térségén kívül a tengerparton, a fjordokban csak a meredek hegylábak alatt volt itt-ott egy kevés termőföld, ezért a meghatározó települési forma az önálló tanya, udvarház volt. Ez a településszerkezet szinte lehetetlenné tette a szorosabb állami ellenőrzést vagy földesúri hatalom kialakulását a lakosság felett. Az össznépesség 95%-át kitevő parasztság a középkorban mindvégig szabad maradt.

### Földtulajdon
A 14. század derekán a művelt földeknek (ami az ország összterületnek mindössze 1%-át tette ki) körülbelül egyharmada paraszti tulajdonban volt. A 10. századtól gyarapodni kezdett a lakosság és ezzel a tanyák száma, különösen a termékenyebb talajú területeken, mint az Oslo-fjord vidékén. Dél-Norvégiában a középkorban szinte kizárólag paraszti birtokosok voltak, az egyházi, nemesi és királyi nagy(obb) birtokok többnyire a nyugati partvidéken, illetve a gabonatermelési szempontból ugyancsak jelentős Trondheim körül terültek el. Norvégiában
a viking kor végén, a 11. században mintegy 31 500 önálló paraszti gazdaság (tanya) volt, a 14. század közepén már 73 000. A települési területek egyre északabbra
terjeszkedtek, nem függetlenül az ebben az időszakban érvényesülő kedvezőbb klimatikus viszonyoktól, a középkori meleg időszaktól. A 13. század derekáig enyhe időjárású évek követték egymást. A viszonylag kiegyensúlyozott terméseredmények miatt javult a földek eltartó képessége, s gyors ütemben gyarapodott a népesség. A 11-12. századi Norvégiában 100-200 méterrel magasabban lehetett gazdálkodni, mint 200-300 évvel később; még az északi szélesség 69,5 fokán is termeltek árpát.
A népesség növekedésével felgyorsult a birtokok felaprózódása is. A közösségi földtulajdon helyébe az egyéni földbirtoklás lépett, de azoknak az örökösök közötti felosztása miatt gyakran olyan kicsiny gazdaságok jöttek létre, amik már nem tudtak eltartani egy családot. Az elegendő föld nélkül maradtak általában a királyi, nemesi és egyházi birtokokon lettek bérlők, azonban ők – Európa más részeitől eltérően – mindvégig szabad emberek maradtak, és a kor embere számára elképzelhetetlen volt lesüllyedésük a szolgák szintjére.

### Közterhek
Norvégiában is, csakúgy, mint Dániában, az államalapítás korától egy-egy körzet paraszti népessége köteles volt hajót és fegyvereseket biztosítani az uralkodó számára háború idején. Békeidőben a körzeteknek a katonaállítás helyett birtokuk arányában fizetési kötelezettségük volt, amit formálisan nem adónak hívtak, mert adót csak a függő helyzetű tengerentúli tartományok, Shetland, Orkney-szigetek, Feröer, Izland és Grönland, az úgynevezett adózó tartományok (Skattlandene) lakói fizettek. Mindezek a kötelezettségek függetlenek voltak attól, hogy bérlők vagy tulajdonosok voltak. Sok paraszt bérlő és földtulajdonos is volt egyszerre. 1270 táján a népgyűléseken a korona és a szabad parasztok abban egyeztek meg, hogy békeidőben csak a háborús kötelezettségeik pénzre átszámított összegének felét kell megfizetniük. Ezek a jövedelmek tették lehetővé, hogy a király Norvégiában is képes lett lovas katonai egységek fenntartására.
A 14. századi súlyos agrárválság erősítette a bérlők helyzetét, mert a népesség csökkenése miatt a földtulajdonosok kedvezőbb bérleti feltételekkel igyekeztek megtartani a munkaerőt. A bérlők teljes jogú tagjai voltak a népgyűléseknek. A bérleti díj általában a termés egyhatod része volt, más kötelezettség a bérlőt nem terhelte. A földbirtokosnak és a bérlő közötti vitában bíróság döntött. A bíráskodás a szabad paraszti társadalom gyűlésein „(thing)” zajlott, ahol a királyi bíró „(Lagmann)” szerepe korlátozott volt, a döntést a parasztok közössége hozta. 
A norvég paraszti társadalom jellegzetes szerveződése volt a céh jellegű gilde vagy testvériség (bröderschup). E közösségek tagjai segítették egymást. A tagság öröklődött, nők éppúgy tagok lehettek, mint a férfiak. A legrégebbi norvég paraszti gilde, a Tröndelagsskraa szabályzata egy 1250 körüli kéziratban maradt fenn, de az 1200 előtti időkből származott. Eszerint a tagok kötelessége volt az elhunyt tagok temetésének költségét közösen állni, és a társak emlékét ünnepségeken, ivászatokon ápolni. Egy másik gilde a fennmaradt iratok szerint nyaranta egy hetes ünnepet szervezett, saját közösségi házuk is volt. Szükség esetén a gilde is bosszút állt tagjaiért, akárcsak egy nemzetség – ez egy 1274-es törvényből ismeretes, amely a nemzetségek és a gildék számára egyaránt megtiltotta a vérbosszút. A virágzó és a késői középkorban tehát ezek szervezetek „mesterséges rokonságokként” sok tekintetben átvették a nemzetségek helyét. Ennek egyik oka az lehetett, hogy a birtokaprózódás, és az annak következtében élénk „belső kolonizáció” – új mezőgazdasági területek feltárása az ország távolabbi területein – miatt a vérrokon klánok, nemzetségek tagjai földrajzilag eltávolodtak egymástól, és a családi kapcsolatok helyett a szomszédsági viszonyok kerültek előtérbe.

## A társadalom tagozódása
A (rab)szolgák rétege a viking korban szerzett hadifoglyokból valamint az adósrabszolgaságból alakult ki, de például Dániától eltérően Norvégiában nem volt jelentős méretű. Az 1274-es, számos társadalmi jelentőségű rendelkezést tartalmazó törvényt már nem is említi őket, bár más forrásokból ismert, hogy a középkor derekáig léteztek.

### Szabad parasztság
A korabeli norvég társadalom túlnyomó részét, 95%-át a parasztság tette ki. A szabad földtulajdonos parasztok és a bérlők helyzete között társadalmi és presztízsszempontokból nem volt jelentős különbség, sok birtokos paraszt bérelt is földet. A paraszti tanyákon, gazdaságokban naturálgazdálkodás folyt, legtöbb szükségletüket maguk elégítették ki. A legfontosabb kézműves munkákat (fonás-szövés, bőrcserzés, ácsmunkák, szerszámkészítés) maguk végezték el, a kereskedelemre csak nagyon csekély mértékben támaszkodtak. A paraszti társadalom felső rétege, a helyi előkelők csoportja (hauldar), valamint a nemesség közötti határ nagyon elmosódott volt. A paraszti elit, csakúgy, mint a nemesség nagy része, a király melletti, 300 főt számláló hagyományos norvég katonai kíséret, a Hird tagja volt.

### Nemesség
Európai értelemben vett nemesség szinte nem is létezett Norvégiában. A csekély létszámú, nemesnek nevezett társadalmi csoport szorosan kapcsolódott a koronához, az állami tisztségekhez. A királyhoz legközelebb, a katonai kíséret, a Hird csúcsán mintegy tucatnyi főnemes (báró) állt. Ők házasságok révén általában kapcsolatban álltak dán és svéd nemesi családokkal is.
A norvég nemeseknek általában nem voltak jelentős földbirtokai. Jövedelmüket, társadalmi súlyukat az a tisztség adta, amit a király adománya révén betölthetett. A királyság 50 területi körzetre (sysler) oszlott, ezek élén királyi tisztségviselő állt. E körzetek Oslo, Bergen, Trondheim és Tønsberg nagyobb igazgatási egységei alá sorolódtak. A királyi tanács a király által kinevezett nemesekből állt.
Az uralkodó egyetlen nagy hűbérese az Orkney-szigetek jarlja volt, aki 1194 és 1379 között széles körű önálló hatalommal, helyi kormányzattal rendelkezett.
A korabeli norvég társadalomban a világi nemességnél jóval nagyobb szerepet töltöttek be az egyháziak. A 13-14. század fordulóján Norvégia mintegy félmilliós lakosságának 1%-át tették ki a nemesek és a klerikusok, és köztük az egyháziak száma a nemesekének a kétszerese volt. Hasonló arány érvényesült a mezőgazdasági birtokoknál is: a szántók 40%-a az egyház, 15-20%-a pedig a nemesség kezén volt. Ennek megfelelően az országtanácsban is az egyháziak játszottak nagyobb szerepet.

### Városok
A viking kor végére alakultak ki – a sagairodalom szerint királyi ösztönzésre – az első városias települések, amelyek főleg a kereskedelem, illetve a paraszti naturálgazdálkodáson túl kialakult kézműipar központjai lettek. A 11-12. század folyamán a norvég királyok a városokon belül kijelöltek egy területet, ahol a külföldiek és a helyi lakosok kereskedhettek egymással, így királyi védelem alatt álló piacok jöttek létre. A 12. század első harmadában hat norvég városról tesznek említést az írott források: Bergen, Konghelle, (Kungalv), Trondheim (akkoriban Kaupang), Borg, Oslo és Tønsberg. A 14. század elejéig még hét településsel bővült a városias települések köre: Stavanger, Hamar, Lusakaupang (ma Kaupanger) a Sogne-fjord bejáratánál, Borgund és Veøy (a későbbi Ålesund és Molde) a Storfjorden, illetve a Romsdalsfjord bejáratánál fekvő szigeteken, Vågar (a későbbi Svolvær), Lofoten egyik fő települése, és Marstrand a Kattegat partján, amit IV. Haakon norvég király alapított. A norvég városok közül a legnagyobbak Bergen, Oslo, Trondheim és Tønsberg voltak, de Bergennek is csak mintegy 7000 lakosa volt 1300 táján. Ezzel is elnyerhette az „Észak fővárosa” becenevet, mivel egész Skandináviában a legnagyobb városnak számított. Trondheim és Oslo nagyjából 3000-3000 lakossal rendelkezett, Tansberg pedig 1500-zal. A többi norvég város lélekszáma alig néhány száz fő volt, de a tanyákból álló norvég településszerkezetben ezek is népességkoncentrációt jelentettek.
A norvég városoknak nem volt nyugat-európai értelemben vett autonómiájuk, az uralkodó által kinevezett városgróf (gjaldker) irányította őket, de fontosabb döntéseihez ki kellett kérnie a skandináv hagyományok alapján működő helyi népgyűlések, a thingek mintájára létrejött városi, polgári gyűlések egyetértését. A városok közül Bergen, Trondheim és Oslo is királyi székhely volt egyes időszakokban, és Tønsberggel együtt egy-egy országrész közigazgatási központjai voltak.
Bergenben a Hanza-szövetség állandó kereskedelmi telephelyet, kontort működtetett. Ide jórészt Lübeckből költöztek német kézművesek és kereskedők, Oslóba pedig főleg Rostockból és Wismarból. Bergentől északra, így Trondheimbe sem, német kalmárok, kézművesek már nem mehettek.
A városokban a paraszti gildékhez hasonlóan megalakultak a testvériségek (fraternitas), majd döntően a német iparosok hatására a céhek. A bergeni cipészek céhszabályzata 1412-ben született.

## A 13. századi kis jégkorszak társadalmi hatásai
A 13. századtól egész Európában súlyos klímaváltozás jelei mutatkoztak, megkezdődött a kis jégkorszak. A lehűlés a 14. század első évtizedeiben rendkívül gyors volt, és tartós maradt. 1303-ban és 1306-ban a Balti-tenger is befagyott. Norvégiában a gleccserek mélyebbre nyomultak, alacsonyabbra szorult vissza az erdőhatár. Az összezsugorodott szántóföldeken gyenge termések követték egymást. Az élelmezési válság 1315-1317 és 1320-1321 között volt a legsúlyosabb. Az éhínség miatt 1316-ban a király megtiltotta a tőkehal és a vaj kivitelét Norvégiából. Az éhezés miatt legyengült lakosságot egész Európában járványok sújtották (influenza, vérhas, tífusz). A pestis, a fekete halál Skandináviát 1350-ben érte el. A többször visszatérő járvány radikális, 50% körüli népességcsökkenést okozott, az egykori irtásföldek jelentős részét visszahódította a természet. Csak a 16. században kezdett ismét növekedni a népesség.

## Gazdaság
Norvégiában a földművelés szerepe még skandnáv viszonylatban is szerény volt. A paraszti gazdaságok elsősorban legeltető állattartással foglalkoztak hegyi legelőkön és a part mentén is: szarvasmarhát, lovat, juhot és kecskét tartottak. Az Oslo-fjord vidékén, ahol nem csak fenyő, hanem tölgy- és bükkerdők is voltak, sertéseket is neveltek. A tanyák közelében elterülő földecskéket trágyával, valamint a tengerparton gyűjtött hínárral, mocsári humusszal javították és rajtuk rozsot és kölest termeltek. Oslo és Trondheim környékén, ahol bővebben voltak szántóföldek, ugaroltatást alkalmaztak.
A paraszti gazdaságok csak az állattenyésztésből és földművelésből nem tudtak volna megélni, ezért az ősi időkhöz hasonlóan továbbra is foglalkoztak vadászattal és halászattal is. A nagyobb halászatokra rendszerint több tanya is összefogott. Egyes vidékeken a halbőség révén a lakosság szinte kizárólag a halászattal foglalkozott, mint a Lofoten vidékén. A 11. századtól a norvég halászok megjelentek a Barents-tengeren is. Az itt fogott hal nagy részét Angliába exportálták. A halkereskedelem fő központja azonban Bergen lett, a Hanza, közelebbről az úgynevezett vend városok, leginkább Lübeck irányításával. IV. Haakon norvég király 1250-ben kereskedelmi szerződést kötött Lübeckkel, majd 1294-től a norvég uralkodó a külföldi kereskedők tevékenységét Bergenre korlátozta. 1300 körül Norvégia mintegy 225 tonna halat exportált évente, ennek 80%-át Lübeckbe, cserébe a Hanza általában gabonát szállított. 1446-os adat szerint például Lübeck Norvégia gabonaszükségletének fedezése fejében lekötötte az ország következő évi teljes halexportját. A tőkeszegény norvég kereskedők általában áruhitelt kaptak a német kereskedőktől (főleg gabonát, lisztet, malátát és sört). Bergenben a Hanzának elővásárlási joga is volt: addig, amíg az általa kívánt mennyiségű árut be nem szerezte, más kereskedők nem vásárolhattak norvég árukat. Az Oslo-fjord kikötőiben Wismar és Rostock kereskedői játszottak vezető szerepet. Az észak-német kereskedővárosok pénzt is kölcsönöztek a norvég koronának, és a norvég királyok nagy adósságokat halmoztak fel.
1294-ben a norvég király megtiltotta más államok kereskedőinek az észak-atlanti térség norvég fennhatóság alatt álló területeivel (Grönland, lzland, Feröer, Shetland- és Orkney-szigetek) folytatott árucserét. Innen elsősorban ritkaságokat, luxuscikkeket hoztak a kontinensre, mint a rozmáragyar, izlandi sólyom, prémek, valamint hallal és bálnazsírral kereskedtek. Ez a monopólium csak a 15. században szűnt meg a Hanza nyomására. Izlandról ezután főleg hamburgi kereskedők importáltak tőkehalat.
A kereskedők Norvégiában is, csakúgy, mint a környező északi országokban, úgynevezett testvériségekbe, más néve gildékbe tömörültek. A fennmaradt adatok szerint például az 1300 körül alakult Bartholinsskraa gilde tagjai távolsági kereskedők voltak, akik fegyveres védelmi közösséget alkottak.
Norvégia déli részén a kereskedők mellett német kézművesek, iparosok is megtelepedtek. A norvég városok kézműipari termelése túlnyomórészt helyi, szükségletek kielégítésére irányult. A partvidéken mindenütt jelentős szerepe volt a hajóépítsének a bőségesen rendelkezésre álló faanyagból.
A norvég pénzrendszer a dánhoz hasonló volt: 1 márka = 8 öre = 24 örtug = 240 dénár. Egy öre így 30 dénárt ért, és összesen 24 gramm ezüst volt. 1 norvég márka így 192 gramm ezüst volt. Az örtug azonban csak számolópénz volt, pénzérme formájában csak Svédországban fordult elő.

## Egyház
Norvégiában a kereszténységet szélesebb körben a később szentté, és az ország védőszentjévé nyilvánított II. Olaf norvég király vezette be. Szent Olaf királyt mély hite mellett  politikai érdekei is a kereszténység terjesztésére, önálló egyházszervezet kiépítésére sarkallták a dán befolyás visszaszorítása érdekében. E politikai okok miatt Hamburg–Bréma érsekétől, azaz végső soron a Német-római Birodalom császárától kért püspököket. A keresztény térítés Norvégiában is sok erőszakkal járt. A 13. századra kiépült az öt püspökségből álló norvég egyházszervezet: a Hamburg–brémai érsekséghez tartoztak Trondheim, Oslo, Bergen és Hamar püspökségei, az 1125-ben alapított Stavanger pedig a két évtizede érsekséggé emelt, akkor Dániához tartozó Lundhoz alá sorolt.
Az első kőtemplomot III. Olaf norvég király emeltette Trondheimben. A keresztes hadjáratokban is jeleskedő I. Sigurd norvég király vetette ki az egyházi tizedet a parasztságra, majd az 1277. évi tensbergi konkordátum ezt a városi polgárokra és a nemesekre is kiterjesztette. 1152-ben III. Jenő pápa önálló norvég érsekséget hozott létre Trondheim központtal. Ide tartoztak a norvég püspökségek mellett és az észak-atlanti norvég fennhatóságú területek püspökségei is: Kirkjubøur (Feröer és Shetland-szigetek), Kirkjuvág (Orkney-szigetek), Peel (Man szigete), Hólar és Skálholt (Izland), Garðar (Grönland)
Az első norvégiai kolostort csak a 11. század vége felé építették a bencések Nidarholmban (Trondheim-fjord). Stavangerben Sverre Sigurdsson király idején egy Ágoston-rendi kolostor jött létre. A 14. században a fejlődésnek indult városokban megjelentek a ferencesek és domonkosok is. A középkori Norvégiában összesen 30 kolostor volt, melyekben néhány száz szerzetes és apáca élt. Az érseken és püspökökön kívül mintegy 100 magasabb egyházi tisztség volt, az alsópapság pedig kb. 2000 plébánosból állt.
Az egyháziaknak jóval nagyobb volt az aránya és társadalmi súlya, mint a világi nemességnek. A mezőgazdaságilag hasznosítható területek kb. 40%-a az egyház birtokában volt, ezt bérlőknek adták ki.
A pestisjárványok nyomán súlyos paphiány is keletkezett, ezért a Szentszék engedélyezte, hogy könnyítsenek a papnak jelentkezők feltételein. Más kivételhez is jutott a norvég egyház már korábban, 1237-ben is, amikor a norvég főpapok engedélyt kaptak arra, hogy az istentiszteleteknél az országban hiányzó bor helyett sört használjanak misebor gyanánt.
A pápaság és a császárság harcában a norvég egyház az egyházreformok mellett állt ki. A norvég egyházi vezetés politikai szerepének erősödését jelzi, hogy az egész Skandináviában elsőként egyházi szertartás keretei között lebonyolított koronázás (1163) után normaként rögzült, hogy az uralkodókat Szent Olaf koronájával Trondheim érseke koronázta meg. A norvég egyház hatalmát jelzi az is, hogy egy évszázadon keresztül fegyveres harcot tudott vívni az V. Magnus után trónra került új uralkodói dinasztiával, a Sverre-házzal.

## Művelődés, irodalom
Az óskandináv sagairodalom Norvégiában is népszerű volt. Az ezredforduló után a keresztény királyok, szentek életrajzából átírt sagák is. A 13. században különösen IV. Haakon norvég király bergeni udvara, a 14. század elején pedig V. Haakon oslói udvara volt a világi művelődés központja. A királyi kancelláriában jött létre IV. Haakon király és fia, VI. Magnus sagája, amely műfaját tekintve már inkább királytükör volt.
A királyi udvar közvetítette Norvégiába a nyugat-európai udvari, lovagi irodalom remekeit is. A 12. század végén jelent meg a történetírás és a hagiográfiai irodalom, amelynek első alkotása az 1160-1185 között Eystein trondheimi érsek által írt Passio et miracula beati Olavi volt. 1180 és 1230 között összefoglaló norvég történelmi művek is születtek, mint a Historia de antiquitate regum Norwagiensium, valkamint a Historia Norwegiae és az Ágrip af Nóregs konunga sogun. A legismertebb az izlandi Snorri Sturluson által írt Heimskringla lett. Ez a saga a norvég királyság szakrális eredetét bizonyítandó a dinasztia megalapításától 28 generációt sorolt fel.